# Nezihe Meriç
Nezihe Meriç (Gemlik, 1925 - Istanboel, 18 augustus 2009) was een Turks schrijfster en uitgeefster. Zij werd bekend met haar verhalen, toneelstukken en kinderboeken.
De vroegere muzieklerares was sinds de jaren 1950 een voortrekster van de zich emanciperende Turkse vrouwenliteratuur. Samen met haar man was Meriç daarnaast sinds 1972 het hoofd van de Dost-uitgeverij en was daar uitgeefster van een bekend tijdschrift en van de gedichten van Nazim Hikmet.

## Werken (selectie)

### Verhalen
- Bozbulanık (1953)
- Topal Koşma (1956)
- Menekşeli Bilinç (1965)
- Dumanaltı (1979)
- Bir Kara Derin Kuyu (1989)
- Yandırma (1998)

### Roman
- Korsan Çıkmazı (1962)

### Toneelstukken
- Sular Aydınlanıyordu (1969)
- Sevdican (1984)
- Çın Sabahta (1984)

### Kinderboeken
- Alagün Çocukları (1976)
- Küçük Bir Kız Tanıyorum dizisi (7 kitap, 1991-1998 arasında)
- Dur Dünya Çocukları Bekle (1992)
- Ahmet Adında Bir Çocuk (1998)

## Prijzen
- 1990: Sait Faik-literatuurprijs
- 1998: Sedat Simavi-prijs voor literatuur

- Bibliothèque nationale de France: cb12300095g (data)
- Gemeinsame Normdatei: 124246338
- International Standard Name Identifier: 0000 0000 8148 4465
- Library of Congress Control Number: nr93045680
- Nationale Bibliotheek van Israël: 987007366572705171
- Nederlandse Thesaurus van Auteursnamen: 074155628
- Système universitaire de documentation: 031865607
- Virtual International Authority File: 68994412
- WorldCat: E39PBJk8X8vpKRf7p8k4Hy9v73